# Butterfly (Mariah Carey-album)
A Butterfly Mariah Carey amerikai énekesnő hetedik albuma és ötödik stúdióalbuma. 1997. szeptember 16-án jelent meg. Ez volt Carey első albuma, miután elvált férjétől, Tommy Mottolától, a Sony Music igazgatójától, és már teljes mértékben saját maga irányította a karrierjét. A Butterfly album eltávolodik a korábbi, poposabb hangzástól a hiphop és az R&B irányába.
A címadó dalt Carey eredetileg house stílusúnak képzelte el, végül azonban egy Walter Afanasieff-fel közösen írt lassú szám lett belőle; az eredeti koncepció az albumra szintén felkerült Fly Away (Butterfly Reprise) című számban valósult meg, melynek producere David Morales volt; ez a remix Elton John Skyline Pigeon című dalából használt fel részletet. A dalok nagy része szerelmes dal, de van pár önéletrajzi ihletésű is, például a Close My Eyes vagy az Outside, ami arról szól, milyen érzés volt félvérként felnőni, és emiatt mindenhol idegennek érezni magát. Careynek a Butterfly a kedvence az albumai közül, mert ez az első, ami igazán kifejezi az egyéniségét.
Az album szerepel az 1001 lemez, amit hallanod kell, mielőtt meghalsz című könyvben.

## Fogadtatása
A Butterfly az Egyesült Államokban a Billboard 200 lista elején nyitott, az első héten 236 000 kelt el belőle. Egy hétig vezette a listát, huszonegy hétig maradt a Top 20-ban és összesen ötvennégy hetet töltött a listán. A megjelenése utáni 14. és 15. héten több kelt el belőle, mint az elsőn; a legtöbb, ami egy hét alatt elkelt belőle, 283 000 volt, a 15. héten (amikor a lista 8. helyén állt). Ötszörös platinalemez minősítést kapott a RIAA-tól. Két kislemeze vezette a Billboard Hot 100 listát: a Honey és a My All. A Honey Carey harmadik, a lista történetének pedig a hatodik olyan száma volt, ami az első helyen debütált. 2005-ig az albumból az USA-ban 3.7 millió, világszerte több mint 15 millió példány kelt el.
A Honeyt jelölték az 1998-as Grammy-díjra a legjobb R&B-dal és a legjobb, női előadó által előadott R&B-dal kategóriában, a Butterflyt pedig a legjobb, női előadó által előadott dal kategóriában. Az album Japánban elnyerte az év nemzetközi popalbuma címet az Aranylemez Díjkiosztón, Európában pedig az IFPI Platinum Europe díjat. A Butterfly című számért Carey elnyerte az American Music Award díjat a legjobb soul/R&B női előadó kategóriában 1998-ban. Az albumért Carey nyerte el a BMI pop-díjat az év zeneszerzője kategóriában.
Ázsiában ez Carey egyetlen olyan albuma, amelyről hat kislemez jelent meg, melyek közül négy listavezető lett, a két másik pedig a Top 20-ba került. Kislemezek szempontjából ez az énekesnő legsikeresebb albuma, mert a dalok sokáig a slágerlistákon voltak, 1997 végétől 1998 közepéig mindig volt Careynek dala a slágerlistákon.

## Az album dalai
|     | Cím                                             | Szerző(k) | Hossz |
| --- | ----------------------------------------------- | --- | ----- |
| 1.  | Honey                                           | Mariah Carey, Sean Combs, Q-Tip, Stevie J, Stephen Hague, Bobby Robinson, Ronald Larkins, Larry Price, Malcolm McLaren | 5:00  |
| 2.  | Butterfly                                       | Carey, Walter Afanasieff                                                                                               | 4:35  |
| 3.  | My All                                          | Carey, Afanasieff | 3:52  |
| 4.  | The Roof                                        | Carey, Jean Claude Oliver, Samuel Barnes, Cory Rooney, Albert Johnson, Kejuan Waliek Muchita                           | 5:14  |
| 5.  | Fourth of July                                  | Carey, Afanasieff | 4:22  |
| 6.  | Breakdown (közreműködik a Bone-Thugs-n-Harmony) | Carey, Krayzie Bone, Wish Bone, Stevie J                                                                               | 4:44  |
| 7.  | Babydoll                                        | Carey, Missy Elliott, Rooney, Stevie J                                                                                 | 5:07  |
| 8.  | Close My Eyes                                   | Carey, Afanasieff | 4:21  |
| 9.  | Whenever You Call                               | Carey, Afanasieff | 4:21  |
| 10. | Fly Away (Butterfly Reprise)                    | Carey, Elton John, Bernie Taupin, David Morales                                                                        | 3:49  |
| 11. | The Beautiful Ones (közreműködik a Dru Hill)    | Prince | 6:59  |
| 12. | Outside                                         | Carey, Afanasieff | 4:46  |

| 13. | Honey (So So Def Radio Mix)                       | Carey, Robinson, Hague, Larkins, Price, McLaren, Freddie Perren, Alphonzo Mizell, Berry Gordy, Dennis Lussier | 3:59 |
| 14. | Honey (Def Club Mix) (közreműködik Da Brat és JD) | Carey, Robinson                                                                                               | 6:17 |

| 15. | Mi todo (My All, spanyol változat) | Carey, Afanasieff | 3:52 |

## Kislemezek
- Honey (1997)
- Butterfly (1997)
- Breakdown (1998)
- The Roof (Back in Time) (1998)
- My All (1998)
- Whenever You Call (1998)

## Slágerlistás helyezések
| Ország             | Slágerlista    | Legfelső helyezés | Minősítés  | Eladási adatok |
| ------------------ | -------------- | ----------------- | ---------- | -------------- |
| Világszerte        |                |                   |            | 15 000         |
| USA                | Billboard 200  | 1 (1 hétig)       | 5× platina | 3 704 0001     |
| Európa             | IFPI           |                   | Platina    | 1 000          |
| Ausztrália         | ARIA           | 1                 | 2× platina | 140 000        |
| Belgium            | IFPI Belgium   |                   | Arany      | 25 000         |
| Dél-Korea          | RIAK           |                   | 3× platina | 300 000        |
| Egyesült Királyság | BPI            | 1                 | Arany      | 100 000        |
| Franciaország      | IFOP           | 6                 | 2× arany   | 225 000        |
| Hollandia          | NVPI           | 1 (2 hétig)       | Arany      | 40 000         |
| Hongkong           | IFPI Hong Kong |                   | 4× platina | 80 000         |
| Japán              | RIAJ           | 1 (1 hétig)       | 8× platina | 1 600 000      |
| Kanada             | CRIA           | 1 (1 hétig)       | 2× platina | 200 000        |
| Mexikó             | AMPROFON       |                   | Arany      | 100 000        |
| Olaszország        | FIMI           | 2                 | Platina    | 100 000        |
| Spanyolország      | EIM            | 5                 | Platina    | 100 000        |
| Svájc              | Hit Parade     | 3                 | Arany      | 25 000         |
| Szingapúr          | RIAS           |                   | 4× platina | 60 000         |
| Új-Zéland          | RIANZ          | 4                 | Platina    | 15 000         |

| Ország      | Legfelső helyezés |
| ----------- | ----------------- |
| Ausztria    | 5                 |
| Németország | 7                 |
| Norvégia    | 5                 |
| Svédország  | 4                 |

1 Csak a Soundscan eladási adatai